# Služín
Služín je vesnice, část obce Stařechovice v okrese Prostějov. Nachází se asi 1 km na sever od Stařechovic. V roce 2009 zde bylo evidováno 79 adres. V roce 2001 zde trvale žilo 139 obyvatel. Služín je také název katastrálního území o rozloze 3,08 km2.

## Název
Jméno vesnice bylo odvozeno od osobního jména Sluha (nebo jeho varianty Služe) a znamenalo "Sluhův/Služův majetek".

## Historie
První písemná zmínka o obci pochází z roku 1131.

## Obyvatelstvo

### Struktura
Vývoj počtu obyvatel za celou obec i za jeho jednotlivé části uvádí tabulka níže, ve které se zobrazuje i příslušnost jednotlivých částí k obci či následné odtržení.
| Místní části   | Místní části | 1869 | 1880 | 1890 | 1900 | 1910 | 1921 | 1930 | 1950 | 1961 | 1970 | 1980 | 1991 | 2001 | 2011 |
| -------------- | ------------ | ---- | ---- | ---- | ---- | ---- | ---- | ---- | ---- | ---- | ---- | ---- | ---- | ---- | ---- |
| Počet obyvatel | část Služín  | 235  | 251  | 284  | 290  | 288  | 314  | 269  | 240  | 211  | 196  | 176  | 146  | 139  | 159  |
| Počet domů     | část Služín  | 32   | 40   | 40   | 42   | 48   | 49   | 56   | 66   | 0    | 63   | 51   | 63   | 63   | 67   |

## Pamětihodnosti
- Brus (přírodní památka)
- Kaplička sv. Martina
- Kaplička Panny Marie
- Krucifix

## Fotogalerie

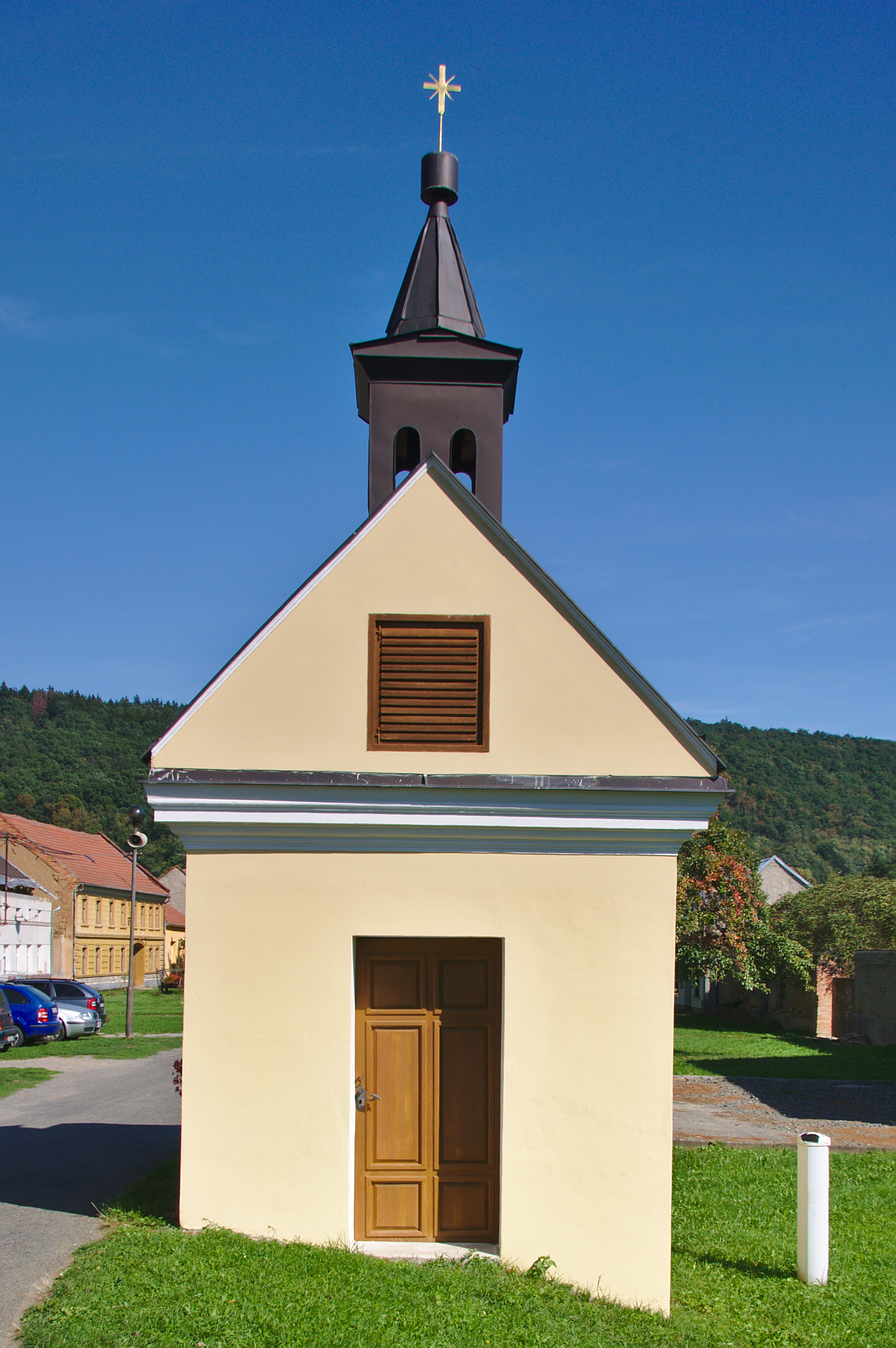
Kaple svatého Martina
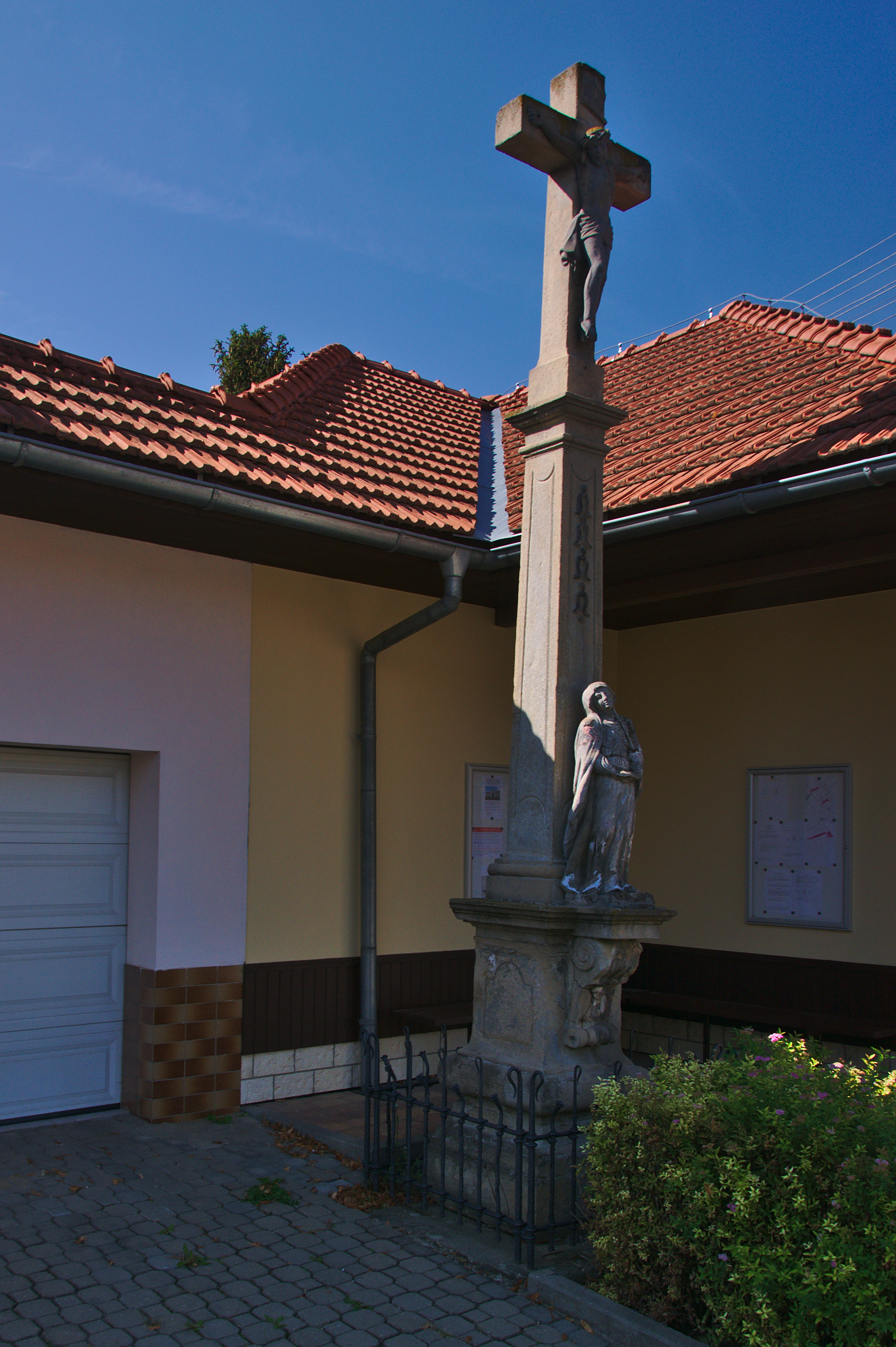
Kříž u zastávky
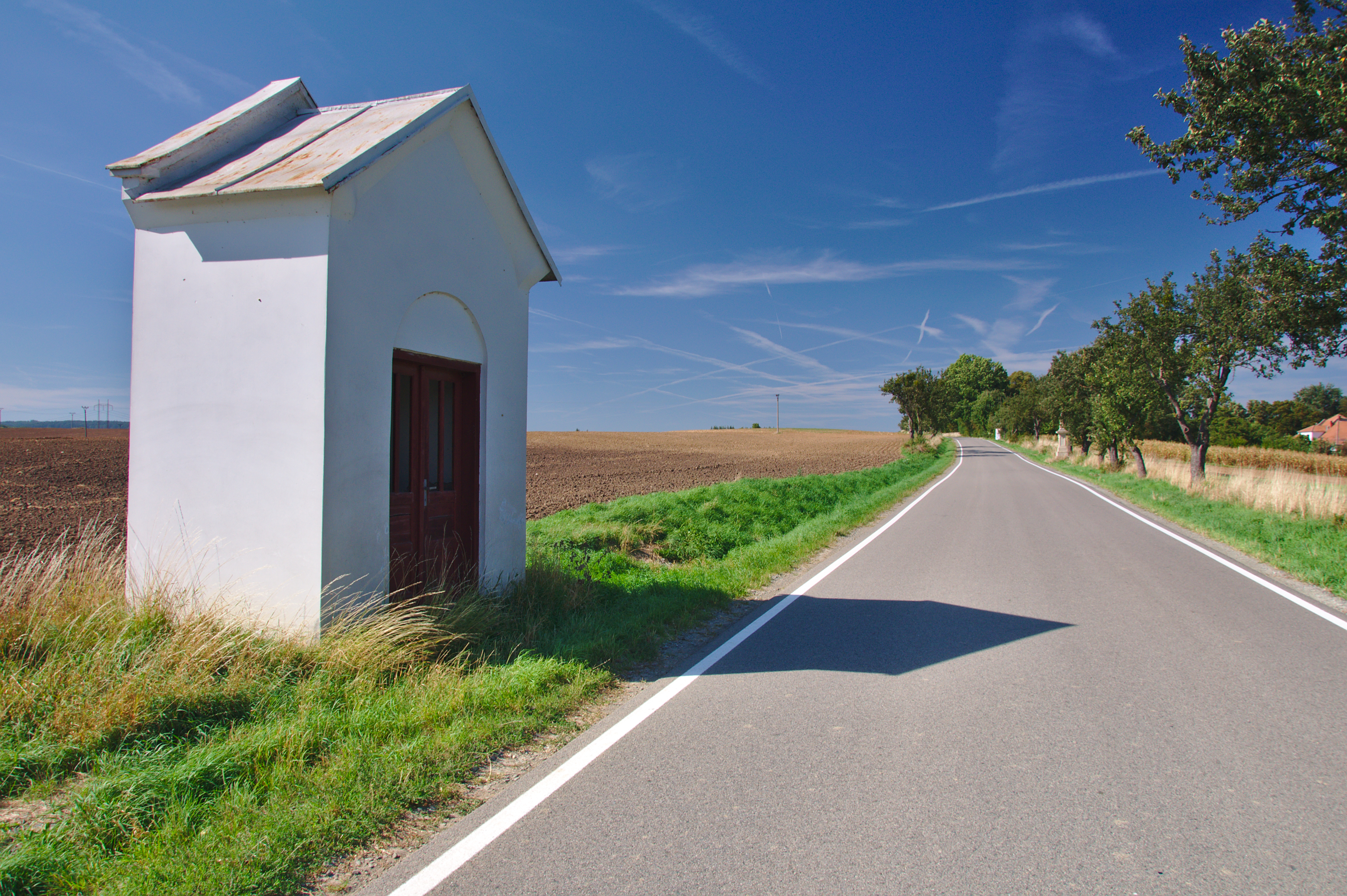
Kaplička Panny Marie
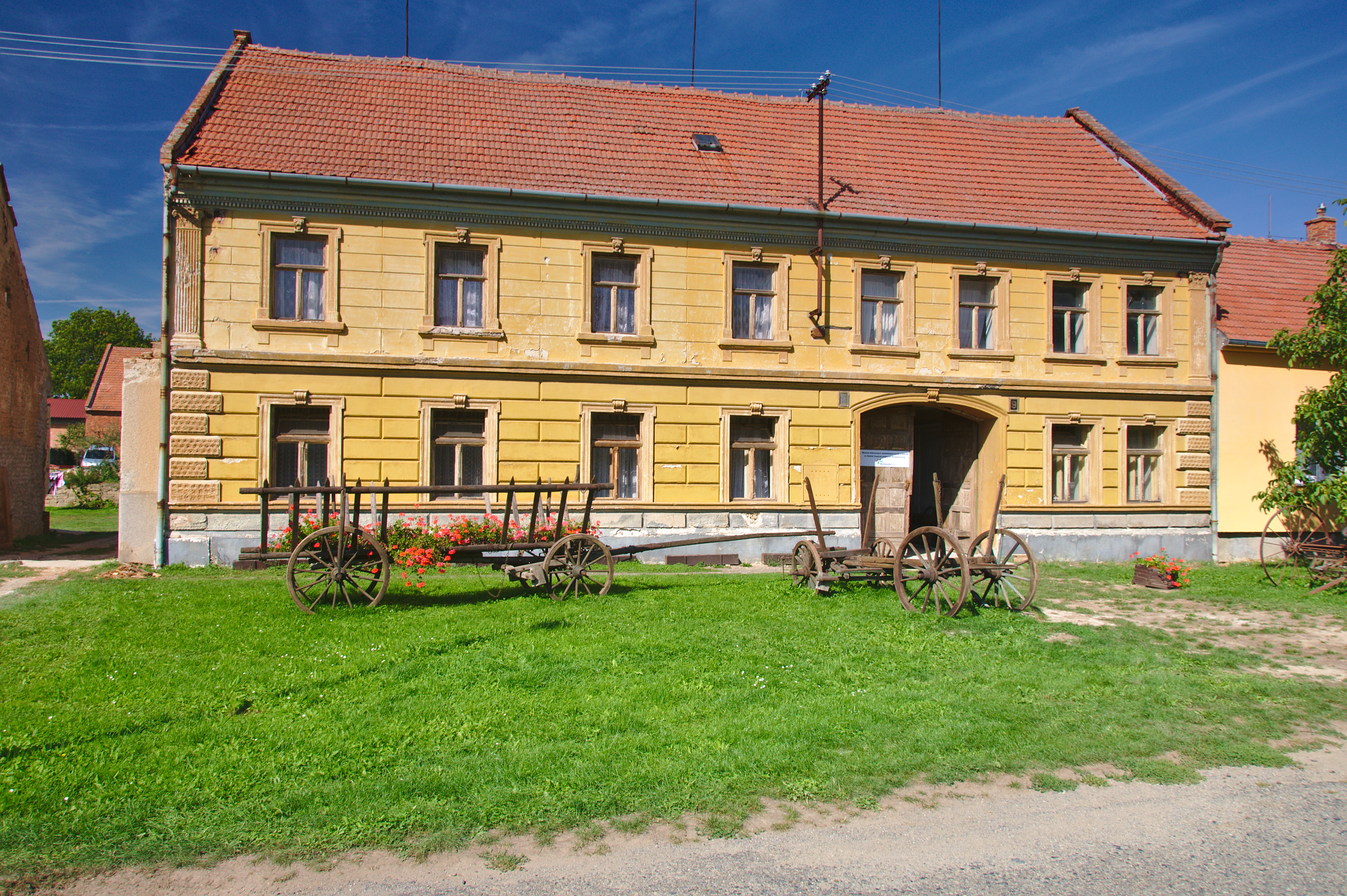
Stará budova
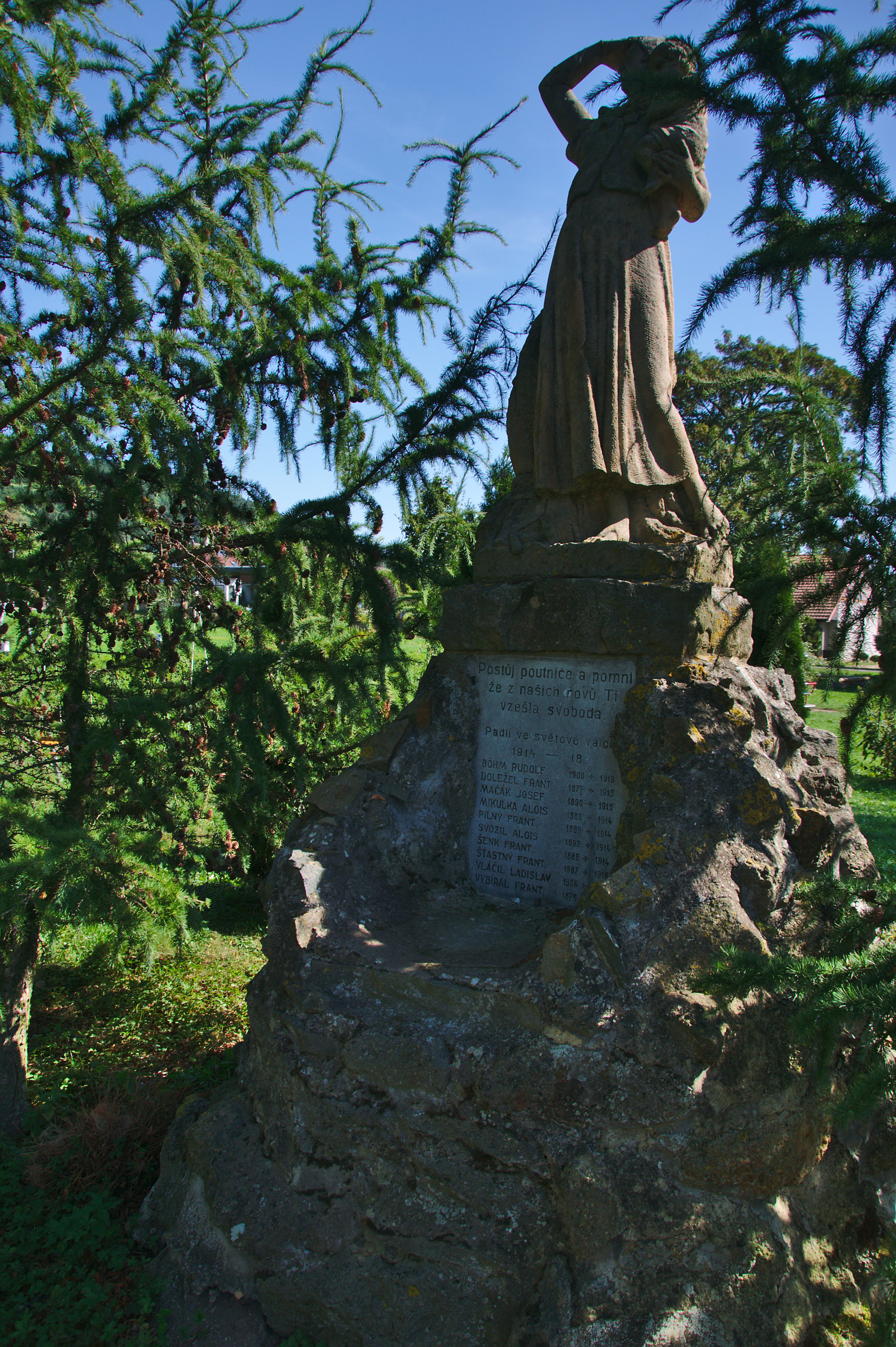
Památník obětem první světové války
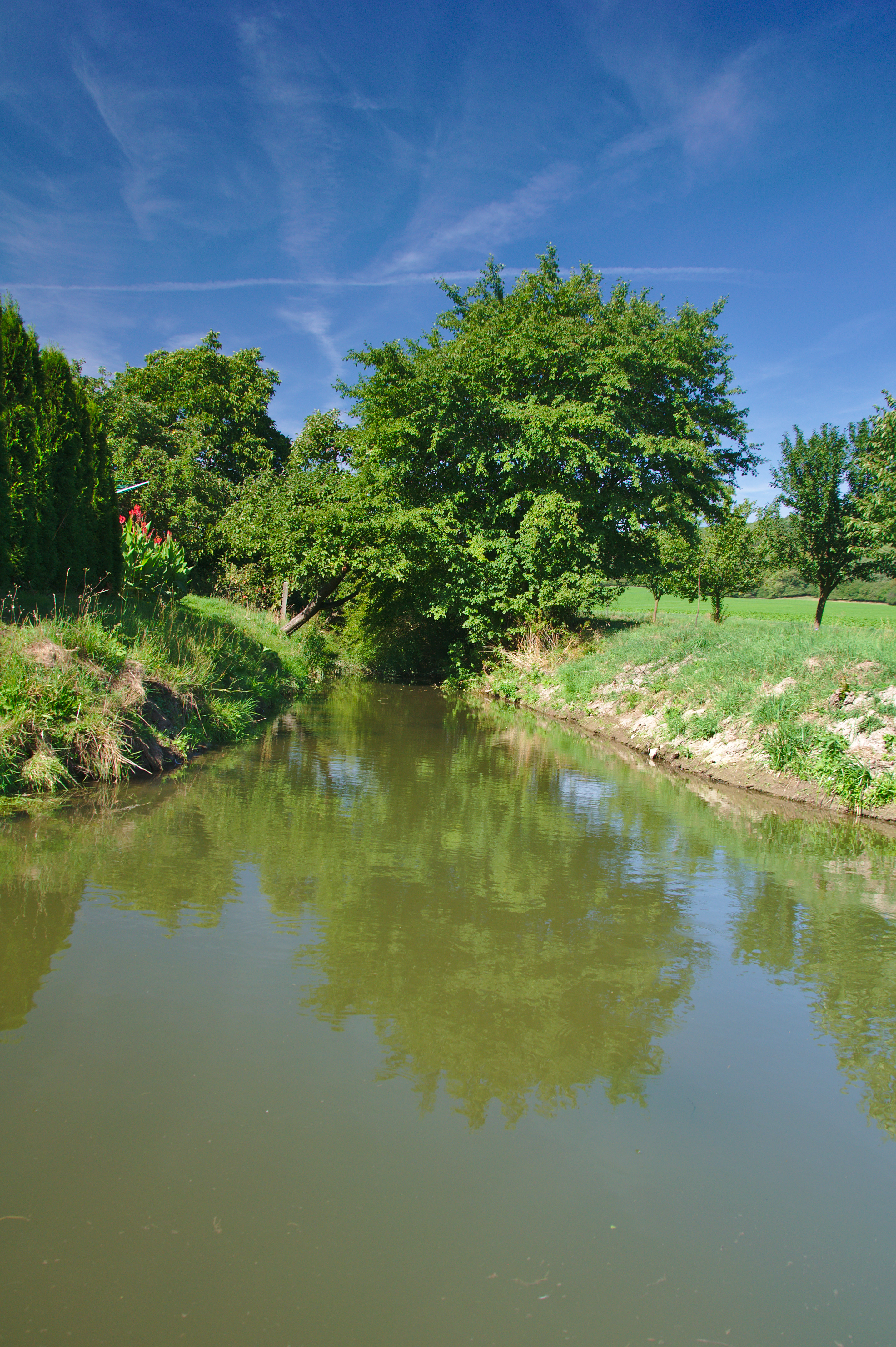
Český potok
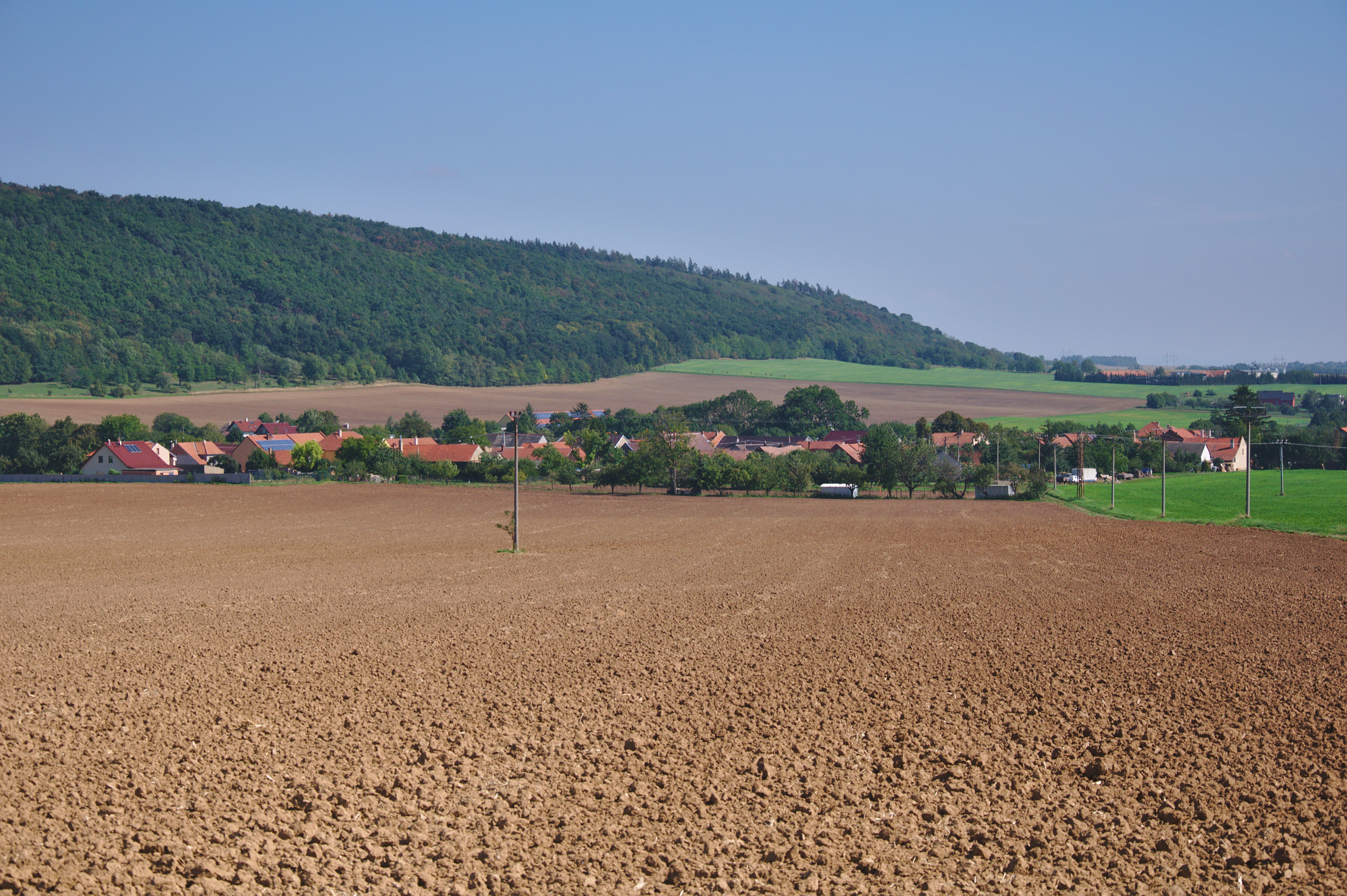
Pohled na obec od severozápadu